# Vuelta a España 2024/15. Etappe
Die 15. Etappe der Vuelta a España 2024 fand am 1. September 2024 statt. Sie endete mit der sechsten Bergankunft der 79. Austragung des spanischen Etappenrennens. Die Strecke führte von Infiesto über 142,9 Kilometer nach Valgrande-Pajares, wo sich das Ziel auf einer Höhe von 1847 Metern beim Cuitu Negru und somit auf dem höchsten Punkt der Rundfahrt befand. Nach der Etappe hatten die Fahrer 2429,5 Kilometer absolviert, was 73,59 % der Gesamtdistanz entspricht. Im Anschluss an die 15. Etappe wird der 2. Ruhetag am 2. September 2024 in Oviedo abgehalten.
Der Etappensieg ging an den Spanier Pablo Castrillo (Equipo Kern Pharma), der sich aus der Ausreißergruppe mit einem Vorsprung von zwölf Sekunden vor Alexander Wlassow (Red Bull–Bora–Hansgrohe) und 31 Sekunden vor Pavel Sivakov (UAE Team Emirates) durchsetzte. Ben O’Connor (Decathlon AG2R La Mondiale Team) verlor weiter an Zeit, verteidigte jedoch das Rote Trikot.

## Streckenverlauf
Nach dem offiziellen Start führten die ersten Kilometer flach nach Nava, ehe es auf hügligem Terrain nach San Martín del Rey Aurelio ging. Die Fahrer erreichten nun nach rund 30 Kilometern einen Rundkurs, der über die Alto de la Colladiella (848 m) und Alto de Santo Emiliano (519 m) führte. Die Alto de la Colladiella war 6,4 Kilometer lang und wies eine durchschnittliche Steigung von 8,2 % auf. Sie galt als Bergwertung der 1. Kategorie und wurde nach 37,6 und 87,6 Kilometern überquert. Dazwischen stand die kleinere Alto de Santo Emiliano auf dem Programm, die als Bergwertung der 3. Kategorie nach 64,9 Kilometern erreicht wurde. Bei der zweiten Überquerung der Alto de la Colladiella wurden Zeitbonifikationen vergeben, ehe es erneut bergab nach Figaredo ging. Diesmal bogen die Fahrer jedoch links ab und folgten dem Río Lena stromaufwärts. Bei Pola de Lena wurde nach 110,8 Kilometern ein Zwischensprint ausgefahren, bevor die Fahrer bei Campumanes auf die N-630 abbogen.
In Puente de los Fierros begann der offizielle Anstieg nach Cuitu Negru, wo sich das Ziel auf einer Höhe von 1847 Metern befand. Die Auffahrt war 18,9 Kilometer lang und wies einen Steigungsschnitt von 7,4 % auf, wobei sich steilere mit flacheren Passagen abwechselten. Die ersten sechs Kilometer der N-630 führten bei rund 7 % zum Mirador de Floracebos, ehe es auf den nachfolgenden drei Kilometern flach nach Pajares ging. Im Anschluss folgten vier steile Kilometer mit Schnitten von mehr als 10 %, die auf die Passhöhe des Puerto de Pajares (1378 m) führten. Nach 500 Metern, die leicht abschüssig verliefen, bogen die Fahrer rechts ab und absolvierten 2500 großteils flache Meter, die nach Brañillin führten. Die letzten drei Kilometer führten auf einer schmalen Straße zum Zielbereich. Hier lagen die Kilometerschnitte bei rund 12 % wobei Rampen von bis zu 24 % befahren werden mussten. Im Ziel wurde eine Bergwertung der Categoría especial abgenommen.
|                             | Ort                    | Kilometer | Länge (km) | Höhe (m) | Ø Steigung | max. Steigung |
| --------------------------- | ---------------------- | --------- | ---------- | -------- | ---------- | ------------- |
| neutralisierter Start       | Infiesto               | -4        |            |          |            |               |
| offizieller Start           | N-634                  | 0         |            |          |            |               |
| Bergwertung (1. Kategorie)  | Alto de la Colladiella | 37,6      | 6,4        | 848      | 8,2 %      | 14 %          |
| Bergwertung (3. Kategorie)  | Alto de Santo Emiliano | 64,9      | 5,6        | 519      | 4,9 %      |               |
| Bergwertung (1. Kategorie)  | Alto de la Colladiella | 87,6      | 6,4        | 848      | 8,2 %      | 14 %          |
| Bonussprint                 | Alto de la Colladiella | 87,6      |            |          |            |               |
| Zwischensprint              | Pola de Lena           | 110,8     |            |          |            |               |
| Bergwertung (ESP Kategorie) | Cuitu Negru            | 142,9     | 18,9       | 1847     | 7,4 %      | 24 %          |
| Ziel                        | Cuitu Negru            | 142,9     |            |          |            |               |

## Rennverlauf
Mit Cian Uijtdebroeks (Visma-Lease a Bike) ging ein Fahrer nicht an den Start der 15. Etappe. Nachdem das Rennen freigegeben worden war, kam es zu den ersten Angriffen, wobei sich zunächst auf den ersten flachen Kilometern acht Fahrer lösen konnten. Im ersten Anstieg des Tages, der Alto de la Colladiella, folgten weitere Angriffe. Jay Vine (UAE Team Emirates) sicherte sich vor Marco Frigo (Israel-Premier Tech) und Max Poole (dsm-firmenich PostNL) die meisten Punkte und rückte somit in der Bergwertung auf den zweiten Gesamtrang vor. Im Anstieg der Alto de Santo Emiliano formierte sich eine neue Fluchtgruppe, in der zunächst 17 Fahrer vertreten waren, ehe sie nach der anschließenden Abfahrt auf 20 Fahrer anwuchs. Nach rund 75 Kilometern konnten die folgenden Mannschaften (sortiert nach dem bestplatzierten Fahrer im Gesamtklassement) einen Fahrer in der Ausreißergruppe positionieren: Pavel Sivakov, Marc Soler, Jay Vine (alle UAE Team Emirates), George Bennett, Marco Frigo (beide Israel-Premier Tech), Alexander Wlassow, Daniel Felipe Martínez (beide Red Bull–Bora–Hansgrohe), Jack Haig (Bahrain Victorious), Lorenzo Fortunato (Astana Qazaqstan), Óscar Rodríguez (Ineos Grenadiers), Louis Meintjes (Intermarché-Wanty), Steven Kruijswijk (Visma-Lease a Bike), Quentin Pacher, Stefan Küng (beide Groupama-FDJ), Ion Izagirre (Cofidis), Valentin Paret-Peintre, Bruno Armirail (beide Decathlon AG2R La Mondiale), Pablo Castrillo (Kern Pharma), Jonas Gregaard (Lotto Dstny) und Oier Lazkano (Movistar). Als bestplatzierter Fahrer wies Pavel Sivakov einen Rückstand von rund sechseinhalb Minuten auf.
Jay Vine führte auch über den Alto de Santo Emiliano und sicherte sich vor Marc Soler und Daniel Felipe Martínez drei weitere Punkte, womit er seinen Rückstand gegenüber Wout van Aert (Visma-Lease a Bike) auf zehn Punkte reduzierte. In der zweiten Auffahrt der Alto de la Colladiella zerfiel die Ausreißergruppe, wobei sich nur acht Fahrer an der Spitze des Rennens behaupten konnten. Jay Vine führte auch über die dritte Bergwertung des Tages und wies nun gleich viele Punkte wie Wout van Aert auf. Beim Zwischensprint in Pola de Lena befanden sich mit Pavel Sivakov, Jay Vine, Alexander Wlassow, Quentin Pacher, Stefan Küng, Bruno Armirail und Pablo Castrillo nur noch sieben Fahrer in der Ausreißergruppe, wobei sie einen Vorsprung von rund drei Minuten auf das Hauptfeld aufwiesen. Die meisten Punkte sicherte sich Pavel Sivakov vor Alexander Wlassow und Stefan Küng.
Im Schlussanstieg übernahm Jay Vine die Tempoarbeit in der Ausreißergruppe, ehe er nach getaner Arbeit zurückfiel. Im Anschluss übernahm Pavel Sivakov die Führung, wobei ihm nur Alexander Wlassow und Pablo Castrillo folgen konnten. Die drei Fahrer überquerten den Puerto de Pajares gemeinsam, ehe Pablo Castrillo drei Kilometer vor dem Ziel in den ersten steilen Schlussrampen antrat. Der Spanier konnte rasch eine kleine Lücke herausfahren, wurde jedoch auf dem letzten Kilometer von Alexander Wlassow eingeholt. Im Finale konnte der 23-jährige Spanier das Tempo jedoch erneut forcieren und gewann seine zweite Vuelta-a-España-Etappe. Schlussendlich wies Alexander Wlassow einen Rückstand von 12 Sekunden auf, ehe Pavel Sivakov als Dritter mit einem Rückstand von 31 Sekunden über den Zielstrich fuhr.
Im Hauptfeld forcierte die Soudal Quick-Step-Mannschaft das Tempo im Schlussanstieg, ehe Mikel Landa (Soudal Quick-Step) kurz vor der Passhöhe des Puerto de Pajares angriff. Der Spanier konnte zwar einige Gesamtklassement-Fahrer wie Carlos Rodríguez (Ineos Grenadiers), Adam Yates (UAE Team Emirates) und Mattias Skjelmose Jensen (Lidl-Trek) distanzieren, doch die abgehängten Fahrer schlossen im anschließenden Flachstück wieder zur Gruppe um das Rote Trikot auf. Rund drei Kilometer vor dem Ziel forcierte Florian Lipowitz (Red Bull–Bora–Hansgrohe) das Tempo, wobei ihm nur sein Teamkollege Primož Roglič folgen konnte. Nachdem auch der gesamtführende Ben O’Connor (Decathlon AG2R La Mondiale) distanziert worden war, trat Primož Roglič erneut an. Der Slowene konnte jedoch keine große Lücke herausfahren und wurde im Finale von Enric Mas (Movistar) eingeholt und sogar kurzzeitig abgehängt. Auf den letzten Metern konnte er die Lücke zu dem Spanier jedoch noch einmal schließen, der das Ziel als Vierter mit einem Rückstand von einer Minute und vier Sekunden erreichte. Dahinter folgten Mattias Skjelmose Jensen, Richard Carapaz (EF Education-EasyPost), Sepp Kuss (Visma-Lease a Bike), Mikel Landa und David Gaudu (Groupama-FDJ), wobei die Fahrer teilweise nur durch wenige Sekunden getrennt waren. Ben O’Connor überquerte den Zielstrich als Elfter mit einem Rückstand von einer Minute und 42 Sekunden und büßte somit 38 Sekunden gegenüber Primož Roglič ein, der seinen Rückstand in der Gesamtwertung weiter reduzierte. Auf den nachfolgenden Positionen überquerten Florian Lipowitz, Adam Yates, Eddie Dunbar (Jayco AlUla) und Carlos Rodríguez den Zielstrich, wobei der letztgenannte Spanier das Weiße Trikot des besten Nachwuchsfahrers abgeben musste. Der große Verlierer der Etappe war der Österreicher Felix Gall (Decathlon AG2R La Mondiale), der den 129. Rang belegte und mehr als 26 Minuten auf den Etappensieger verlor.
Ben O’Connor verteidigte das Rote Trikot, büßte jedoch weiter Zeit gegenüber Primož Roglič ein, der nun nur noch eine Minute und drei Sekunden zurücklag. Der Slowene hätte jedoch deutlich mehr Zeit gutgemacht, erhielt aber eine 20-Sekunden-Zeitstrafe, da er nach einem Radwechsel zu lange hinter seinem Teamfahrzeug gefahren war und so den Windschatten des Autos genutzt hatte. Enric Mas blieb auf dem dritten Gesamtrang und wies einen Rückstand von zwei Minuten und 23 Sekunden auf. Hinter Richard Carapaz und Mikel Landa folgte Florian Lipowitz, der die Führung in der Nachwuchswertung übernahm. Sein Vorsprung auf Carlos Rodríguez und Mattias Skjelmose Jensen betrug jedoch nur sieben bzw. 18 Sekunden. Pavel Sivakov rückte nach seiner langen Flucht in die Top 10 vor, wobei er seinen Teamkollegen Adam Yates verdrängte. Wout van Aert erreichte das Ziel im vorgegebenen Zeitlimit und verteidigte so die Führung in der Punktewertung. In der Bergwertung lag der Belgier ebenfalls weiterhin an der Spitze, wobei er die gleiche Punkteanzahl wie Jay Vine aufwies. Der Australier wurde dafür zum aktivsten Fahrer gewählt. Seine Mannschaft, das UAE Team Emirates, führte weiterhin die Mannschaftswertung an. Neben Cian Uijtdebroeks schied mit Pelayo Sanchez (Movistar) ein weiterer Fahrer aus, womit noch 147 Fahrer im Rennen verblieben.

## Ergebnis
| \| Etappenergebnis \| Etappenergebnis \| Etappenergebnis \| Etappenergebnis \| Etappenergebnis \| \| Fahrer \| Fahrer \| Land \| Team \| Zeit \| \| --------------- \| ----------------- \| ------------------ \| -------------------------- \| --------------- \| \| 1. \| Pablo Castrillo \| Spanien \| Equipo Kern Pharma \| 3 h 45 min 51 s \| \| 2. \| Alexander Wlassow \| Neutrales Banner \| Red Bull-Bora-Hansgrohe \| + 12 s \| \| 3. \| Pavel Sivakov \| Frankreich \| UAE Team Emirates \| + 31 s \| \| 4. \| Enric Mas \| Spanien \| Movistar Team \| + 1 min 04 s \| \| 5. \| Primož Roglič \| Slowenien \| Red Bull-Bora-Hansgrohe \| + 1 min 04 s \| \| 6. \| Mattias Skjelmose \| Dänemark \| Lidl-Trek \| + 1 min 09 s \| \| 7. \| Richard Carapaz \| Ecuador \| EF Education-EasyPost \| + 1 min 13 s \| \| 8. \| Sepp Kuss \| Vereinigte Staaten \| Team Visma \\| Lease a Bike \| + 1 min 22 s \| \| 9. \| Mikel Landa \| Spanien \| Soudal Quick-Step \| + 1 min 27 s \| \| 10. \| David Gaudu \| Frankreich \| Groupama-FDJ \| + 1 min 37 s \| |                   |                    |                            |                 |
| |                   |                    |                            |                 |
| Quelle: ProCyclingStats |                   |                    |                            |                 |
| Etappenergebnis |                   |                    |                            |                 |
| Fahrer | Fahrer            | Land               | Team                       | Zeit            |
| 1. | Pablo Castrillo   | Spanien            | Equipo Kern Pharma         | 3 h 45 min 51 s |
| 2. | Alexander Wlassow | Neutrales Banner   | Red Bull-Bora-Hansgrohe    | + 12 s          |
| 3. | Pavel Sivakov     | Frankreich         | UAE Team Emirates          | + 31 s          |
| 4. | Enric Mas         | Spanien            | Movistar Team              | + 1 min 04 s    |
| 5. | Primož Roglič     | Slowenien          | Red Bull-Bora-Hansgrohe    | + 1 min 04 s    |
| 6. | Mattias Skjelmose | Dänemark           | Lidl-Trek                  | + 1 min 09 s    |
| 7. | Richard Carapaz   | Ecuador            | EF Education-EasyPost      | + 1 min 13 s    |
| 8. | Sepp Kuss         | Vereinigte Staaten | Team Visma \| Lease a Bike | + 1 min 22 s    |
| 9. | Mikel Landa       | Spanien            | Soudal Quick-Step          | + 1 min 27 s    |
| 10. | David Gaudu       | Frankreich         | Groupama-FDJ               | + 1 min 37 s    |

## Gesamtstände
| \| Gesamtwertung \| Gesamtwertung \| Gesamtwertung \| Gesamtwertung \| Gesamtwertung \| \| Fahrer \| Fahrer \| Land \| Team \| Zeit \| \| ------------- \| ----------------- \| ------------- \| -------------------------- \| ---------------- \| \| 1. \| Ben O’Connor \| Australien \| Decathlon-AG2R La Mondiale \| 60 h 19 min 22 s \| \| 2. \| Primož Roglič \| Slowenien \| Red Bull-Bora-Hansgrohe \| + 1 min 03 s \| \| 3. \| Enric Mas \| Spanien \| Movistar Team \| + 2 min 23 s \| \| 4. \| Richard Carapaz \| Ecuador \| EF Education-EasyPost \| + 2 min 44 s \| \| 5. \| Mikel Landa \| Spanien \| Soudal Quick-Step \| + 3 min 05 s \| \| 6. \| Florian Lipowitz \| Deutschland \| Red Bull-Bora-Hansgrohe \| + 4 min 33 s \| \| 7. \| David Gaudu \| Frankreich \| Groupama-FDJ \| + 4 min 39 s \| \| 8. \| Carlos Rodríguez \| Spanien \| Ineos Grenadiers \| + 4 min 40 s \| \| 9. \| Mattias Skjelmose \| Dänemark \| Lidl-Trek \| + 4 min 51 s \| \| 10. \| Pavel Sivakov \| Frankreich \| UAE Team Emirates \| + 5 min 12 s \| |                   |             |                            |                  |
| |                   |             |                            |                  |
| Quelle: ProCyclingStats |                   |             |                            |                  |
| Gesamtwertung |                   |             |                            |                  |
| Fahrer | Fahrer            | Land        | Team                       | Zeit             |
| 1. | Ben O’Connor      | Australien  | Decathlon-AG2R La Mondiale | 60 h 19 min 22 s |
| 2. | Primož Roglič     | Slowenien   | Red Bull-Bora-Hansgrohe    | + 1 min 03 s     |
| 3. | Enric Mas         | Spanien     | Movistar Team              | + 2 min 23 s     |
| 4. | Richard Carapaz   | Ecuador     | EF Education-EasyPost      | + 2 min 44 s     |
| 5. | Mikel Landa       | Spanien     | Soudal Quick-Step          | + 3 min 05 s     |
| 6. | Florian Lipowitz  | Deutschland | Red Bull-Bora-Hansgrohe    | + 4 min 33 s     |
| 7. | David Gaudu       | Frankreich  | Groupama-FDJ               | + 4 min 39 s     |
| 8. | Carlos Rodríguez  | Spanien     | Ineos Grenadiers           | + 4 min 40 s     |
| 9. | Mattias Skjelmose | Dänemark    | Lidl-Trek                  | + 4 min 51 s     |
| 10. | Pavel Sivakov     | Frankreich  | UAE Team Emirates          | + 5 min 12 s     |

| Punktewertung | Punktewertung    | Punktewertung | Punktewertung              | Punktewertung |
| Fahrer        | Fahrer           | Land          | Team                       | Punkte        |
| ------------- | ---------------- | ------------- | -------------------------- | ------------- |
| 1.            | Wout van Aert    | Belgien       | Team Visma \| Lease a Bike | 291 P.        |
| 2.            | Kaden Groves     | Australien    | Alpecin-Deceuninck         | 182 P.        |
| 3.            | Harold Tejada    | Kolumbien     | Astana Qazaqstan Team      | 95 P.         |
| 4.            | Pablo Castrillo  | Spanien       | Equipo Kern Pharma         | 93 P.         |
| 5.            | Pavel Bittner    | Tschechien    | Team dsm-firmenich PostNL  | 81 P.         |
| 6.            | Stefan Küng      | Schweiz       | Groupama-FDJ               | 74 P.         |
| 7.            | Primož Roglič    | Slowenien     | Red Bull-Bora-Hansgrohe    | 73 P.         |
| 8.            | Ben O’Connor     | Australien    | Decathlon-AG2R La Mondiale | 73 P.         |
| 9.            | Mathias Vacek    | Tschechien    | Lidl-Trek                  | 70 P.         |
| 10.           | Jhonatan Narváez | Ecuador       | Ineos Grenadiers           | 67 P.         |

| Bergwertung | Bergwertung       | Bergwertung            | Bergwertung                | Bergwertung |
| Fahrer      | Fahrer            | Land                   | Team                       | Punkte      |
| ----------- | ----------------- | ---------------------- | -------------------------- | ----------- |
| 1.          | Wout van Aert     | Belgien                | Team Visma \| Lease a Bike | 46 P.       |
| 2.          | Jay Vine          | Australien             | UAE Team Emirates          | 46 P.       |
| 3.          | Pablo Castrillo   | Spanien                | Equipo Kern Pharma         | 37 P.       |
| 4.          | Marc Soler        | Spanien                | UAE Team Emirates          | 25 P.       |
| 5.          | Adam Yates        | Vereinigtes Königreich | UAE Team Emirates          | 22 P.       |
| 6.          | Marco Frigo       | Italien                | Israel-Premier Tech        | 22 P.       |
| 7.          | Alexander Wlassow | Neutrales Banner       | Red Bull-Bora-Hansgrohe    | 19 P.       |
| 8.          | Primož Roglič     | Slowenien              | Red Bull-Bora-Hansgrohe    | 18 P.       |
| 9.          | David Gaudu       | Frankreich             | Groupama-FDJ               | 18 P.       |
| 10.         | Sylvain Moniquet  | Belgien                | Lotto Dstny                | 17 P.       |

| Nachwuchswertung | Nachwuchswertung       | Nachwuchswertung       | Nachwuchswertung           | Nachwuchswertung  |
| Fahrer           | Fahrer                 | Land                   | Team                       | Zeit              |
| ---------------- | ---------------------- | ---------------------- | -------------------------- | ----------------- |
| 1.               | Florian Lipowitz       | Deutschland            | Red Bull-Bora-Hansgrohe    | 60 h 23 min 55 s  |
| 2.               | Carlos Rodríguez       | Spanien                | Ineos Grenadiers           | + 7 s             |
| 3.               | Mattias Skjelmose      | Dänemark               | Lidl-Trek                  | + 18 s            |
| 4.               | Matthew Riccitello     | Vereinigte Staaten     | Israel-Premier Tech        | + 56 min 03 s     |
| 5.               | Mauri Vansevenant      | Belgien                | Soudal Quick-Step          | + 1 h 07 min 14 s |
| 6.               | Giovanni Aleotti       | Italien                | Red Bull-Bora-Hansgrohe    | + 1 h 12 min 06 s |
| 7.               | Max Poole              | Vereinigtes Königreich | Team dsm-firmenich PostNL  | + 1 h 16 min 11 s |
| 8.               | Junior Lecerf          | Belgien                | Soudal Quick-Step          | + 1 h 21 min 29 s |
| 9.               | Isaac Del Toro         | Mexiko                 | UAE Team Emirates          | + 1 h 29 min 34 s |
| 10.              | Valentin Paret-Peintre | Frankreich             | Decathlon-AG2R La Mondiale | + 1 h 30 min 38 s |

| Mannschaftswertung | Mannschaftswertung         | Mannschaftswertung           | Mannschaftswertung |
| Team               | Team                       | Land                         | Zeit               |
| ------------------ | -------------------------- | ---------------------------- | ------------------ |
| 1.                 | UAE Team Emirates          | Vereinigte Arabische Emirate | 180 h 41 min 51 s  |
| 2.                 | Red Bull-Bora-Hansgrohe    | Deutschland                  | + 31 min 08 s      |
| 3.                 | Decathlon-AG2R La Mondiale | Frankreich                   | + 57 min 52 s      |
| 4.                 | Team Visma \| Lease a Bike | Niederlande                  | + 1 h 12 min 50 s  |
| 5.                 | Groupama-FDJ               | Frankreich                   | + 1 h 19 min 49 s  |
| 6.                 | Lidl-Trek                  | Vereinigte Staaten           | + 1 h 21 min 18 s  |
| 7.                 | Soudal Quick-Step          | Belgien                      | + 1 h 30 min 31 s  |
| 8.                 | Ineos Grenadiers           | Vereinigtes Königreich       | + 1 h 41 min 08 s  |
| 9.                 | Equipo Kern Pharma         | Spanien                      | + 1 h 54 min 33 s  |
| 10.                | Israel-Premier Tech        | Israel                       | + 1 h 59 min 15 s  |

## Ausgeschiedene Fahrer
- Cian Uijtdebroeks (Team Visma-Lease a Bike) ging aufgrund einer COVID-19-Erkrankung nicht an den Start
- Pelayo Sánchez (Movistar Team) gab die Etappe auf[4]

## Trivia
Kurz vor dem Schlussanstieg wechselte Primož Roglič auf ein Rad mit nur einem Kettenblatt und einer deutlich größeren Übersetzung, um die steilen Rampen nach Cuitu Negru mit einer höheren Trittfrequenz absolvieren zu können. Um schneller wieder ans Hauptfeld anschließen zu können, nutzte er den Windschatten seines Teamfahrzeugs, was eine 20-Sekunden-Zeitstrafe zur Folge hatte.